# 水田亜莉沙
水田 亜莉沙（みずた ありさ、1992年5月4日 - ）は、熊本県宇城市出身の元ハンドボール選手。

## 経歴
小学4年生の時にハンドボールを開始。宇城市立松橋中学校時代は2006年の第15回JOCジュニアオリンピックカップで優秀選手に選ばれ、2007年の第16回JOCジュニアオリンピックカップでは2年連続で優秀選手に選ばれた。
中学卒業後は四天王寺高等学校へ進学。2008年には日本代表U-16に選出された。2009年の全国高等学校総合体育大会ハンドボール競技大会（インターハイ）では四天王寺高校の13年ぶりの優勝に貢献し、優秀選手に選ばれた。
高校卒業後は筑波大学へ進学。2012年には第18回女子ジュニア世界選手権の日本代表U-20に選出された。
2014年は関東学生ハンドボール・春季リーグで最優秀選手賞を受賞。秋季リーグでは特別賞を受賞した。
2016年に新チームの大阪ラヴィッツへ加入。
2018-19年シーズンは120得点（リーグ4位）を挙げたが、結婚で大阪を離れるため、同シーズン限りで大阪ラヴィッツを退団。

## 詳細情報

### 年度別成績
| 年       | チーム         | 試合 | フィールド 得点 | 率   | 7m    | 合計    | 警告 | 退場 | 失格 |
| -------- | -------------- | ---- | --------------- | ---- | ----- | ------- | ---- | ---- | ---- |
| 2017-18  | 大阪ラヴィッツ | 24   | 40/112          | .357 | 5/6   | 45/118  | 2    | 0    | 0    |
| 2018-19  | 大阪ラヴィッツ | 24   | 94/227          | .414 | 26/35 | 120/262 | 7    | 8    | 0    |
| JHL：2年 | JHL：2年       | 48   | 134/339         | .395 | 31/41 | 165/380 | 9    | 8    | 0    |

- 各年度の太字はリーグ最高

### 記録

#### 日本ハンドボールリーグ
- フィールドゴール初得点：2018年1月6日、対プレステージ・インターナショナル アランマーレ戦（近畿大学記念会館）[11]
- 7mスロー初得点：2018年1月8日、対北國銀行戦（サンエイワーク住吉スポーツセンター）[12]

### 背番号
- 2 (2016年 - 2019年)